# Yad Mordechai
Yad Mordechai est un kibboutz situé à 10 km au sud de la ville d'Ashkelon en Israël.

## Histoire
Ce kibboutz est nommé ainsi en l'honneur de Mordechaj Anielewicz, qui fut le commandant de l'insurrection du Ghetto de Varsovie, et membre du mouvement de jeunesse Hachomer Hatzaïr. 
Il est notamment connu pour la bataille de Yad Mordechai (en) qui eut lieu durant la guerre de Palestine de 1948.